# 11 Parthenope
11 Parthenope är en stor och ljus asteroid av spektraltyp S. Det är den 11:e asteroiden som upptäcktes och upptäcktes av den italienska astronomen A. de Gasparis den 11 april, 1850. Denna asteroid var den andre han upptäckte, den innan var 10 Hygiea som han upptäckte ett år tidigare. 11 Parthenope namngavs efter en av sirenerna i den grekiska mytologin.
11 Parthenope är en blandning mellan metalliskt nickel-järn med magnesium och järnsilikater. 
Man har observerat Parthenope två gånger genom ockultationer den 13 februari, 1987 och 28 april, 2006.